# Synagoga Friedlandera we Wrocławiu (ul. Nowy Świat 38)
Synagoga Friedlandera we Wrocławiu – nieistniejąca prywatna synagoga, która znajdowała się we Wrocławiu, przy ulicy Nowy Świat 38.
Synagoga została założona w 1834 roku, z inicjatywy i funduszy Friedlandera. W połowie lat 60. XIX wieku synagogę przeniesiono do nowej siedziby, mieszczącej się przy ulicy Nowy Świat 20.